# Liesek
Liesek je naseljeno mjesto u okrugu Tvrdošín u Žilinskom kraju u Slovačkoj.

## Stanovništvo
| Godina:     | 1993. | 2003.    | 2013.    | 2023.   |
| ----------- | ----- | -------- | -------- | ------- |
| Broj ljudi: | 2245  | 2563     | 2858     | 3111    |
| Razlika:    |       | +14,16 % | +11,50 % | +8,85 % |

| Godina:     | 2022. | 2023.   |
| ----------- | ----- | ------- |
| Broj ljudi: | 3065  | 3111    |
| Razlika:    |       | +1,50 % |

Prema podatcima o broju stanovnika iz 2023. godine naselje je imalo 3111 stanovnika.

## Vanjske poveznice
|  | Zajednički poslužitelj ima još gradiva o temi Liesek |

- Službena stranica naselja (sl.)